# ماجلان
ماجلان (انگلیسی: Magellan) شرکت فناوری اطلاعات آمریکایی است، که در سال ۱۹۸۶ تأسیس شد.